# Église Saint-Jean de Beaumont
Pour les articles homonymes, voir Église Saint-Jean.
L'église Saint-Jean de Beaumont est une ancienne église affectée au culte catholique à Tours, dans le département d'Indre-et-Loire (France).
Dans les quartiers sud de Tours, elle dépend de l'abbaye Notre-Dame de Beaumont-lès-Tours avant d'être érigée en église paroissiale. Vendue comme bien national à la Révolution, elle est amputée de son clocher puis de son chœur. Elle est intégrée à une habitation au XXe siècle et inscrite comme monument historique en 1983.

## Localisation
L'église se trouve dans le quartier Rabelais-Tonnellé, à la limite occidentale de l'emprise de l'ancienne abbaye de Beaumont.

## Histoire
Une chapelle Saint-Jean de Beaumont, dépendante de l'abbaye Notre-Dame de Beaumont-lès-Tours est mentionnée dès le début du XIIe siècle sous le nom de « chapelle Saint-Jean l'Évangéliste » ; elle est érigée en église paroissiale un siècle plus tard pour la paroisse de Saint-Jean de Beaumont-lès-Tours, réservée à l'usage des religieuses, des serviteurs et des hôtes de l'abbaye.
L'édifice actuel est une reconstruction du milieu du XVe siècle, peut-être en 1451, mais intègre probablement des éléments plus anciens (XIe ou XIIe siècle) comme l'arc de la porte ou les fondations. Vendue comme bien national en 1791, son clocher est abattu. Au début du XXe siècle, c'est au tour de son chœur d'être détruit alors que la nef est intégrée à une habitation privée.
L'église est inscrite comme monument historique par arrêté du 26 juin 1983.

## Architecture
Le vaisseau unique de la nef, seule partie conservée de l'église, montre du côté est un grand arc brisé, muré, qui matérialise le passage vers l'ancien chœur. À l'opposé, la façade occidentale est percée d'un portail en arc surbaissé surmonté d'une fenêtre en plein cintre.
Les maçonneries sont composées de moellons de calcaire recouverts d'un enduit et les bois de la charpente datent en partie de l'époque de construction de l'église qui est couverte d'ardoises,.

## Pour en savoir plus